# Gertruda de Braunschweig
Gertruda de Braunschweig numită și Gertruda de Braunschweig cea Tânără (n.c. 1060 – d. 9 decembrie 1117, Braunschweig), aparținând familiei Brunonilor, a fost contesă de Katlenburg prin căsătoria cu contele Dietrich al II-lea de Katlenburg, contesă de Northeim prin căsătoria cu Henric cel Gras, devenit și margraf de Friesland în 1099. Ulterior ea  a fost soția lui Henric I de Eilenburg, margraful de Meissen și de Ost.

## Bografie
Gertruda era fiica margrafului Ekbert I de Meissen și a soției sale, Irmgarda de Susa. Ea a fost căsătorită cu contele Dietrich al II-lea de Katlenburg (d. 1085). În 1090, după moartea fratelui ei mai mare, Ekbert al II-lea de Meissen, fără a lăsa urmași fiind astfel ultimul reprezentant pe linie masculină a familiei Brunonilor, Gertruda a moștenit Braunschweig. După moartea soțului ei, ea a fost regentă pentru fiul lor, Dietrich al III-lea.
Gertruda s-a recăsătorit cu Henric cel Gras, conte de Northeim și margraf de Frizia (d. 1101). Fiica lor, Richenza de Northeim, căsătorită cu Lothar de Süpplingenburg, ducele Saxoniei și viitor împărat romano-german al Sfântului Imperiu Roman, a intrat astfel în posesia reședinței Brunonilor din Braunschweig. După moartea acestuia, Gertruda a devenit din nou regentă, de această dată în numele celui de al doilea fiu al ei, Otto al III-lea de Northeim.
Cel de al treilea soț al Gertrudei a fost Henric I de Eilenburg, margraf de Meissen și de Ostmark. Fiul lor, Henric al II-lea, s-a născut după moartea tatălui său, în 1103. 
Gertruda s-a numărat printre inițiatorii revoltei împotriva împăratului Henric al IV-lea și a fiului acestuia, viitorul Henric al V-lea. Ea a apărat interesele fiilor ei, iar Henric al II-lea de Meissen a asigurat ulterior cârmuirea familiei în Marca de Meissen.